# جزيرة حاجي
جزيرة حاجي وهي جزيرة من جزر إندونيسيا، وتقع في إقليم كالمنتان الشرقية في إندونيسيا.